# Мира Алечковић
Мира Алечковић (Нови Сад, 2. фебруар 1924 — Београд, 27. фебруар 2008) била је српска књижевница и песникиња, хуманиста. Она је такође била дугогодишњи председник Удружења књижевника Југославије и Удружења књижевника Србије.

## Биографија
Рођена је у Новом Саду (крштена је у Николајевској цркви као Мирослава, мада је нико тако није звао већ само - Мира), као дете Машана Алечковића, новинара родом из Требиња (из Засада, на путу ка Дубровачким вратима) и Новосађанке Драгице Трпинац, која је била инспектор пошта и једна од првих жена телеграфиста у Краљевини СХС и Краљевини Југославији, из војвођанске породице Марић. Бака по мајци Мире Алечковић, Милица Марић била је сестра Милоша Марића, оца Милеве Марић Ајнштајн. 
Од своје друге године живота Мира Алечковић живела је у Београду, на Неимару код мајке Драге Трпинац, али је детињство проводила у Новом Саду, Книну, Црној Гори и на Косову и Метохији, где је њена рођена тетка Јелена Трпинац деценијама била учитељица. Јелена Трпинац  је за свој просветитељски рад на простору Косова и Метохије одликована „Звездом са сребрним зрацима СФРЈ”. Рођени ујак Мире Алечковић, био је професор Павле Трпинац, биохемичар, научни истраживач и сарадник Ирене Жолио-Кири у Паризу.
Мира Алечковић у Београду је завршила француску основну школу, француску и српску гимназију, а затим студије славистике и књижевности, у класи чувеног српског лингвисте, професора Београдског универзитета и академика Александра Белића. У средњошколском узрасту, била је под покровитељством (и стипендијом) Патријарха српског Варнаве који ју је сматрао изузетно обдареном за књижевност и филозофију. Студије је наставила у Паризу где је уписала докторат и завршила Фушеову школу. Била је полиглота и говорила је чак десет страних језика: француски, немачки, енглески, руски, италијански, пољски, чешки, македонски, словеначки, словачки...
Мира Алечковић удала се 1947. године за академског архитекту и сликара Саву Николића Гражданског (Србина из Хрватске по једном претку руског корена), који је урадио један од најлепших њених портрета у уљу. Мира Алечковић родила је троје деце, Неду, Срђу и Милу.

### Период Другог светског рата 1939—1945
Још као млада девојка са перфектним знањем француског језика, Мира Алечковић је француском министру спољних послова Ивону Делбосу, који је био у посети Београду 1937. године, уочи Другог светског рата, тајно предала петицију српске омладине против рата.
Као гимназијалка, 1939. године постала је чланица Савеза комунистичке омладине Југославије (СКОЈ), а 1941. године, од првог дана Народноослободилачке борбе и чланица партизанске илегале у Београду, где је као 16 годишња девојка учествовала у акцијама саботажа против немачких фашиста.
Пошла је у рат са Југословенском војском, али се јединица у којој је била распала пошто ју је њен командант предао Немцима у Прибоју на Лиму, после чега се прикључила Народноослободилачком покрету (НОП), у жељи да се земља што пре ослободи од окупатора.
Као млада девојка учествовала је у сечењу немачких телефонских каблова у окупираном Београду 1941. године, где је хапси Специјална полиција, на челу са Божидарем Бећаревићем, након чега је била затворена у затвору у Ђушиној улици (у данашњој згради Рударско-геолошког факултета) одакле је после неколико дана мучења и премлаћивања, спасава је српска Патријаршија, на молбу Десанке Максимовић. Са тешким ранама, Мира Алечковић кришом напушта Београд и придружује се Народноослободилачком покрету.
У болничку ратну службу прима је др Саша Божовић и са завршеном болничком обуком лечила је рањенике. У рату је остала без оца, кога је у Београду стрељао Гестапо, јер је био интелектуалац и дописник из Шпанског грађанског рата. Мира Алечковић је у рату била саборац свога пријатеља, касније писца и венчаног кума, Бранка Ћопића.

### Период 1945—1970
Из Другог светског рата, у коме се истакла  храброшћу, Мира Алечковић је изашла као резервни војни старешина и као делимични инвалид. После ослобођења добровољно је радила на смештају ратне сирочади по читавој Србији и Југославији.
После рата се запошљава у Удружењу књижевника Југославије и Србије, најпре као секретар, а затим као потпредседник тадашњег председника Иве Андрића. По истеку мандата Иве Андрића, неколико пута је тајним гласањем од стране писаца бирана за председника Удружења књижевника Србије и Југославије и на челу Удружења писаца остала је годинама. Као сарадник Ото Бихаљија, оснивач је и уредник послератне библиотеке „Епоха”, савремених страних писаца, у којој је први пут објавила, тада забрањена дела Марсела Пруста и Франца Кафке због чега јој је замерено од стране СКЈ.
Узела је учешће у студентским протестима 1968. године, излазећи да подржи студенте и чита им револуционарну поезију, после наредбе Драже Марковића да се у студенте пуца. 
После 1968. године Мира Алечковић више није припадала ниједној политичкој партији.
Током процеса песнику Гојку Ђогу, 1981. године, за књигу „Вунена времена”, отворила је врата Удружења књижевника Југославије у Француској 7, за протестне вечери. Међу првима је стала у одбрану песника Гојка Ђога, реченицом упућеном тадашњим властима: „Јадно ли је друштво које суди песнику!”

### Друштвене активности
После рата, чилеанском песнику Паблу Неруди, Мира Алечковић поклонила је у име српског народа гусле, као симбол борбе за слободу. По сведочењу његове супруге Матилде, Неруда је оставио запис да је ове гусле носио са собом у изгнанство 1949. године.
Добровољно је радила на смештају деце ратне сирочади по читавој Југославији због чега је касније проглашена Утемељивачем Фондације Социјалне  заштите и Солидарности.
Бирана је неколико пута тајним гласањем за председника Удружења књижевника Југославије. Радила је као уредник часописа за децу „Змај” и редовно учествовала на „Змајевим дечјим играма” у Новом Саду.
Била је редовни учесник „Струшких вечери поезије”, као и предлагач и оснивач Косовско-метохијских и интернационалних песничких сусрета и каравана „Лазар Вучковић” 1971. године.
У доба политичке кризе тзв. „Маспока” (1971), Мира Алечковић званично се посестримила са загребачком песникињом Весном Парун, када је југословенски савезни политички функционер Стане Доланц тражио од Мире Алечковић да из свечане песме „Југославијо” избаци одређене речи, али она на то није пристала.
Од седамдесетих година прошлога века, дом Мире Алечковић био је место где су стизале прве избеглице са Косова и Метохије и боравиле у њему док у Београду не би биле прихваћене.
У Скупштини Града Београда Мира Алечковић обављала је добровољно низ активности и била изабрана за председника Комисије за тргове и улице града Београда. У том својству председника Комисије за тргове и улице Београда успротивила се преименовањима улица које су већ добиле имена у центру града. Такође, на њену иницијативу, очишћена је и пренета из Кошутњака данашња Теразијска чесма, у центар града на Теразије.
Мира Алечковић била је члан СУБНОР-а.
Мира Алечковић сарађивала је и одржавала контакте са члановима српског расејања у читавом свету. Била је и дугогодишњи члан „Друштва потомака старих ратника” и друговала је са Милошем Тошћем, Солунцем и једним од 1300 каплара. 
Од 1960. до 1982. године била је ангажована у Друштву „Југославија-Француска”, на чијем челу је остала годинама, прво као генерални секретар,, а затим као председник Друштва Југославија-Француска и Србија-Француска, све до 1993. године.
У том својству, заједно са професором Радетом Константиновићем, Мира је тражила од француске владе да о трошку француске државе пошаље француске професоре у прву експерименталну основну школу у Београду која се тада звала „Слободан Принцип-Сељо” (раније „Цар Урош”, а данас „Владислав Рибникар”). Тако је 1966. године прва генерација српских основаца имала експерименталну наставу на оба језика
У својству председника Друштва „Југославија — Француска”, Мира Алечковић дочекивала је делегације француских писаца и интелектуалаца о чему сведоче преписке и поклони који се данас налазе у њеној музејској соби у улици Булевар Краља Александра бр 17. Посебно се истиче поклон-библиотека добијена од француског писца Жан Пол Сартра, у којој се налазе његове књиге и читава колекција часописа Les Temps Modernes, као и порцелански предмети које јој је поклонила жена француског председника Франсоа Митерана, Данијел Митеран.
Мира Алечковић помагала је и промовисала велики број младих песника из бивше Југославије, Србије и расејања, о чему сведоче њихова писма и потписи који се данас налазе у музејској соби у Београду. Посебно се истиче писмо Милана Нешића, песника из Берлина (13/01/2014).
Мира Алечковић је умрла 27. фебруара 2008. године у Београду, у 85. години живота. Сахрањена је 3. марта, уз војне почасти, у Алеји заслужних грађана на Новом гробљу у Београду. Од ње се у име Удружења књижевника Србије опростио Перо Зубац, дугогодишњи дописник ТАС-а из Југославије и члан Академије наука у Санкт Петербургу и пријатељ из Русије Александар Сергејевич Плевако, док је глумица Рада Ђуричин прочитала стихове њене песме „Порука једне сенке“.

### Збирке песама
- 1946. Звездане баладе
- 1947. Подземни хероји
- 1949. Дани разиграни
- 1949. Три пролећа
- 1952. Трагови без стопа
- 1952. Добар дан
- 1953. Да се упознамо
- 1954. Љуљашка на грани
- 1955. Пионирско пролеће
- 1956. Пријатељи
- 1957. Ластавица
- 1957. Крилати људи
- 1963. Сребрни воз
- 1963. Чаробна врата
- 1964. Светла соба
- 1970. Сунчани солитери
- 1972. Да живот буде љубав
- 1975. Сањалица
- 1980. Не могу без снова
- 1981. Затечена у љубави
- 1982. Стаза сребром извезена
- 1983. Небо детињства
- 1989. Звездане баладе
- 1990. Скините ми дугу
- 1991. Летећи кревет
- 1995. Царева пољана
- 1995. Сунчевићи

### Романи
- 1953. Сребрна Коса
- 1960. Збогом велика тајно
- Зашто грдиш реку?
- Јутро

## Награде и признања
- Ордена за храброст, у антифашистичкој борби СФРЈ
- Медаље за храброст Великог руског Отаџбинског рата
- Велика повеља за дела унапређења социјалне заштите у Југославији и Србији којом се Мира Алечковић проглашава Утемељивачем Фондације Социјалне заштите и Солидарности, 1969. године. Повеља се налази у музеју Мире Алечковић у Београду (Бул.Краља Александра 17).
- Награда „Милица Стојадиновић Српкиња”, 1984. године
- Орден „Витез Легије части”, од председника Републике Француске Шарла Де Гола 1969. године, предао Андре Малро 1971, а потписао лично адмирал Кабаније.
- Орден „Официр Легије части”, од председника Републике Француске Франсоа Митерана
- Велика златна медаља „Цар Душан”, примљене у Грачаници, са образложењем „за присуство песникиње и њене поезије, као и хуманитарне мисије деценијама у свим местима Косова и Метохије”.
- Орден Официр уметности и литературе, од Француског Министарства културе. [в]
- Орден „Велики сенегалски Лав”, добијеним од пријатеља песника и председника Леополда Седара Сенгора
- Републичка награда за збирку поезије „Три пролећа“, 1950. године
- Награда „Дечја књига“ за роман „Сребрна коса“, 1953. године
- Награда „Курирчек“ за најбољу песму за децу, 1964. године
- Златна медаља за поезију на међународном поетском конкурсу у Пистоји, 1965. године
- Прва награда совјетског дечјег часописа „Пионир“ за „Звездану бајку о Вјазми“ (са 2,2 милиона гласова руске деце), 1966. године
- „Партизански курир” за тридесетогодишњи рад у области литературе за децу са тематиком из народноослободилачке борбе
- „Златна медаља Пистоје” (Фиренца, Италија)
- Октобарска награда града Београда и бројних других домаћих и страних награда за стваралаштво,
- Једна улица у Сурчину данас носи име Мире Алечковић